# Stier (Wappentier)

In Silber ein goldbewehrter roter Stier im Wappen Dalslands.

Der Stier, Ochse, Büffel oder die Kuh sind zu den Wappenfiguren gehörende Wappentiere. Wappen mit Stierkopf werden auch Stierkopfschild genannt.

## Stierkopf
Der Kopf des Stieres kann alleine im Wappen vorkommen. Es handelt sich um ein Stierkopfwappen. Wird der Kopf mit anhängendem abgerissenem Halsfell dargestellt, muss das abgerissene Halsfell blasoniert werden. Das heraldische Element Kopf ist häufig auf Mecklenburger und schlesischen Wappen zu finden. Auch der Schweizer Kanton Uri führt den Stierkopf (genannt Uristier) im Wappen.

Mecklenburger Stierkopf, siehe auch Wappen Mecklenburg-Vorpommerns
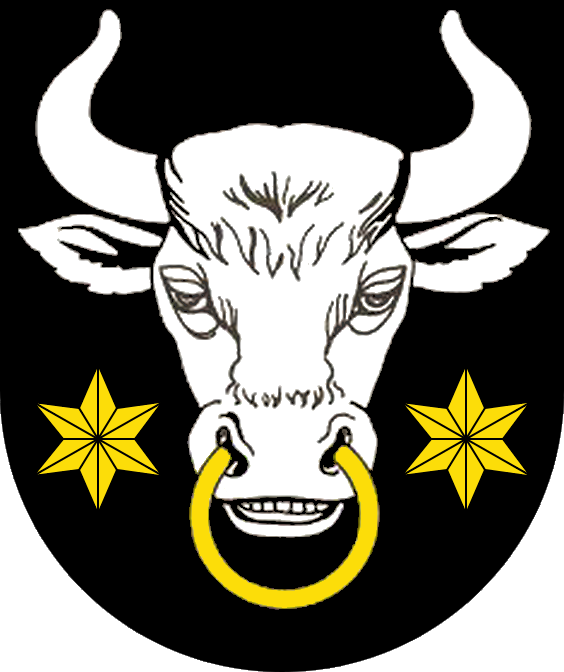
Schlieben (Landkreis Elbe-Elster/Brandenburg) mit Nasenring
Urner Wappen (Uristier)
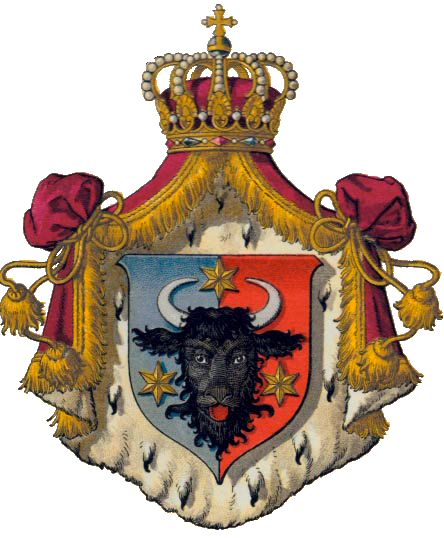
Österr. Kronland Bukowina (1867)
Wappen der zweiten Republik Moldau (1991)
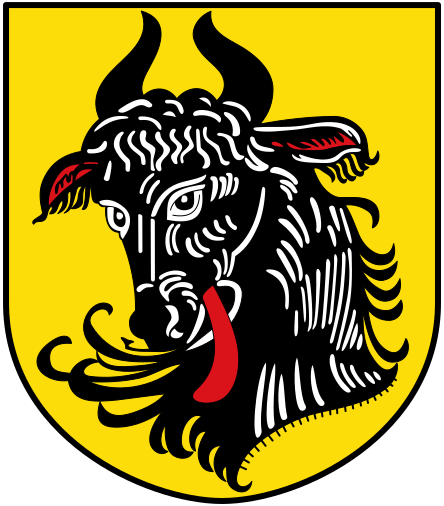
Wappen von Vils in Tirol

## Stier und Kuh
Er wird schreitend, steigend oder aufgerichtet dargestellt. Er soll ein „zottiger und wilder, jagdbarer Büffelstier“ sein.
Auch das weibliche Rind wird in der Heraldik oft berücksichtigt. Die Kuh hat im Wappen den Schwanz normalerweise zwischen den Beinen; das Wappen Andorras weicht von dieser Darstellung ab. Stiere, Ochsen und Büffel haben meist einen gehobenen oder zurückgeschlagenen Schwanz. Zurückgeschlagen bedeutet dabei, dass er über den Rücken des Tieres in Richtung Kopf zeigt. Auerochse (Ur) und Stier werden oft nicht unterschieden – insgesamt ist der Blason (also die Bedeutung des Wappens) ausschlaggebend, nicht die konkrete Darstellung.

Turin: aufgerichteter goldener Stier (italienisch toro rampante d'oro, hier sprechend: Castra Taurinorum)
Herzogtum Mecklenburg: Stierköpfe im ersten und sechsten Feld, für Mecklenburg und Werle, rechts ein Stier als Schildhalter
:Schreitender schwarzer Stier im Wappen des uradeligen Mecklenburger Rittergeschlechts derer von Plesse(n), 13. Jahrhundert
Azoren: zwei aufgerichtete schwarze Stiere halten als Schildhalter mit ihren Lanzen die Flagge des Christusordens und die Flagge mit der auffliegenden Taube des Heiligen Geistes
Wappen der Provinz Béarn
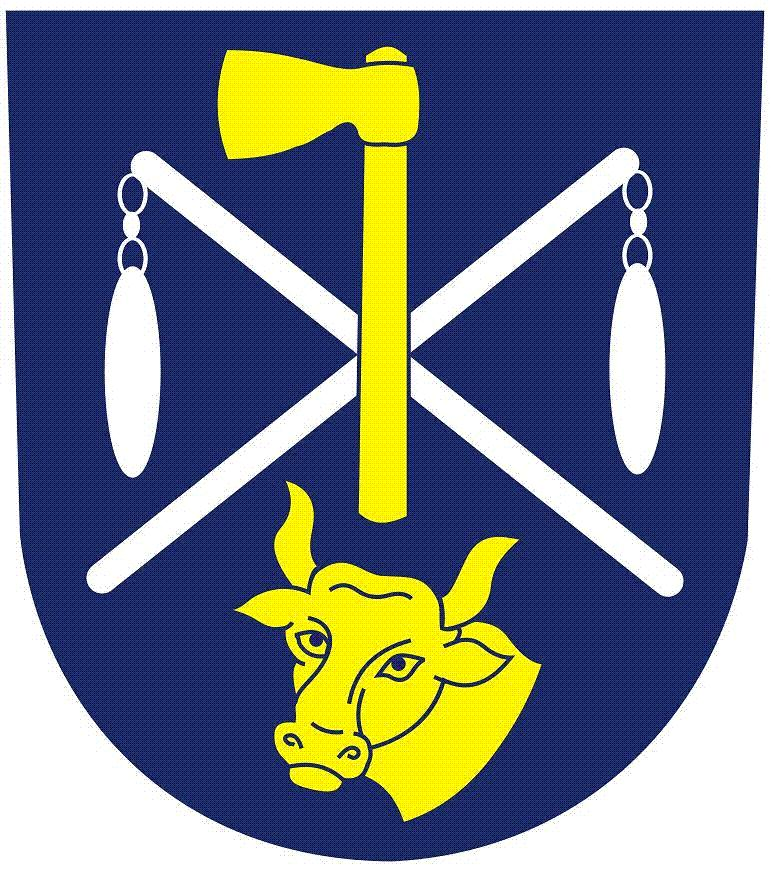
Pickau-Larischau, Tschechien
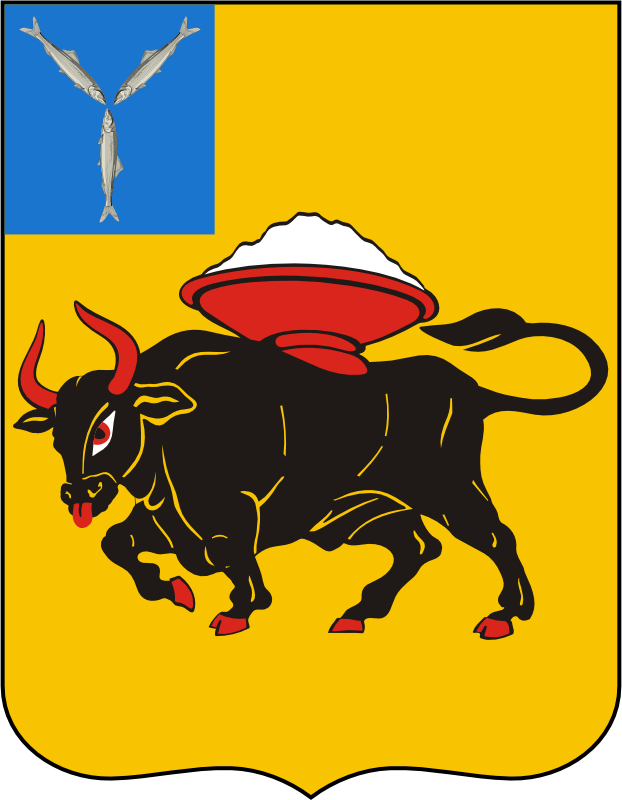
Engels, Russland
Rote Kuh, schreitend: Kühbach
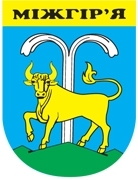
Mischhirja, Ukraine
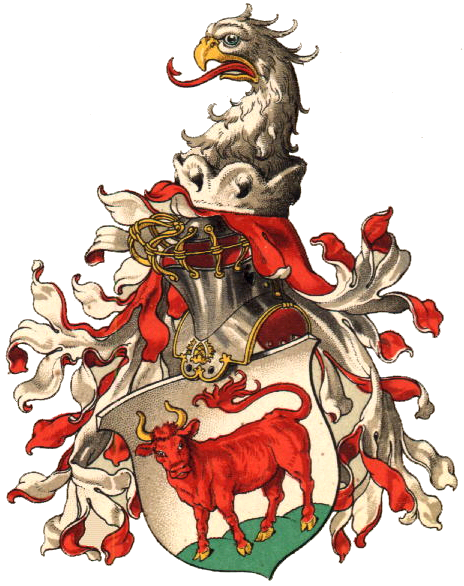
Niederlausitz (Vollwappen)
Wappen von Ochsenhausen
Wappen von Oss (Niederlande)
Golden bewehrter Ochse in goldener Umzäunung: Schwarzhofen/Oberpfalz.
Wanderup ist ein Zentrum der „Schwarz-bunten-Zucht“ in Schleswig-Holstein. Die in schwarz-silberner Tinktur stehend und lebhaft gezeichnete Kuh gibt ein Bild davon.
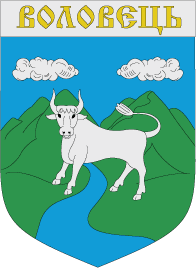
Wolowez, Ukraine

Der rote Ochse ist das Wappentier der Niederlausitz/Dolna Łužyca sowie ihrer Hauptstadt Luckau, die Niederlausitzer Gesellschaft für Geschichte und Landeskunde führt das Tier zudem im Vereinslogo. Da der Stier sowohl hier als auch im Wappen von Mecklenburg vorkommt, ist zu vermuten, dass es sich um einen slawischen Sinnzusammenhang handelt. (Das Herrschergeschlecht Mecklenburgs leitete sich stets her von den elbslawischen Obodriten, die Niederlausitz/Dolna Łužyca ist bis heute slawisch (wendisch/sorbisch) geprägt.) Verschiedene Ortsnamen in der Region leiten sich ebenfalls vom (Auer-)Ochsen ab, das entsprechende sorbische Wort tuŕ ist etwa in Tauer/Turjej oder Turnow enthalten.
Die Legende hinter dem Roten Ochsen als niederlausitzer Wappentier ist folgende: Eines Tages wollte der Teufel mit seinem roten Ochsen (andernorts ist von einem polnischen Ochsen die Rede) pflügen. Der Ochse war nicht sehr willig und der Teufel jähzornig, so dass er anfing, den Ochsen zu beschimpfen und zu prügeln. Da riss sich das Tier los und rannte querfeldein. Da er den Pflug noch hinter sich herzog, entstanden so kreuz und quer viele tiefe Furchen. Diese füllten sich mit Wasser und es entstand der schöne Spreewald/Błota. Zur Erinnerung daran ist nun der Ochse das Wappentier der Region. In Osterholz-Scharmbeck steht ein angepflockter Bulle für den örtlichen Viehmarkt.
Auch im Wappen der schleswig-holsteinischen Gemeinde Kropp befindet sich ein Ochsenkopf, um den nahen Ochsenweg zu versinnbildlichen.
Weitere Beispiele sind der Landkreis Dahme-Spreewald oder das britische Oxford. Hier wie in Oss/NL ist das Wappen sprechend, denn letztgenannter Stadtname bedeutet übersetzt Ochse.
Zudem ist der Stier ein Evangelistensymbol und steht für Lukas.

## Flügelstier
Eine Besonderheit ist der Flügelstier. Hier sind dem Stier in Schulterhöhe Flügel angesetzt. Der geflügelte Stier ist das Heiligenattribut des Evangelisten Lukas.
In der achämenidischen Periode (559–330 v. Chr.) der persischen Kunst haben bei der Ausschmückung der Wände und Treppen in Kalkstein die assyrischen Königspaläste als Vorbilder gedient. Reliefdarstellungen des Königs mit seinen Begleitern, sowie Tribut darbringender Völker oder der Kämpfe mit Fabelwesen, ferner die Flügelstiere mit Menschenköpfen am Torweg des Xerxes I. und Mosaiken aus emaillierten Backsteinen in Susa beweisen das.

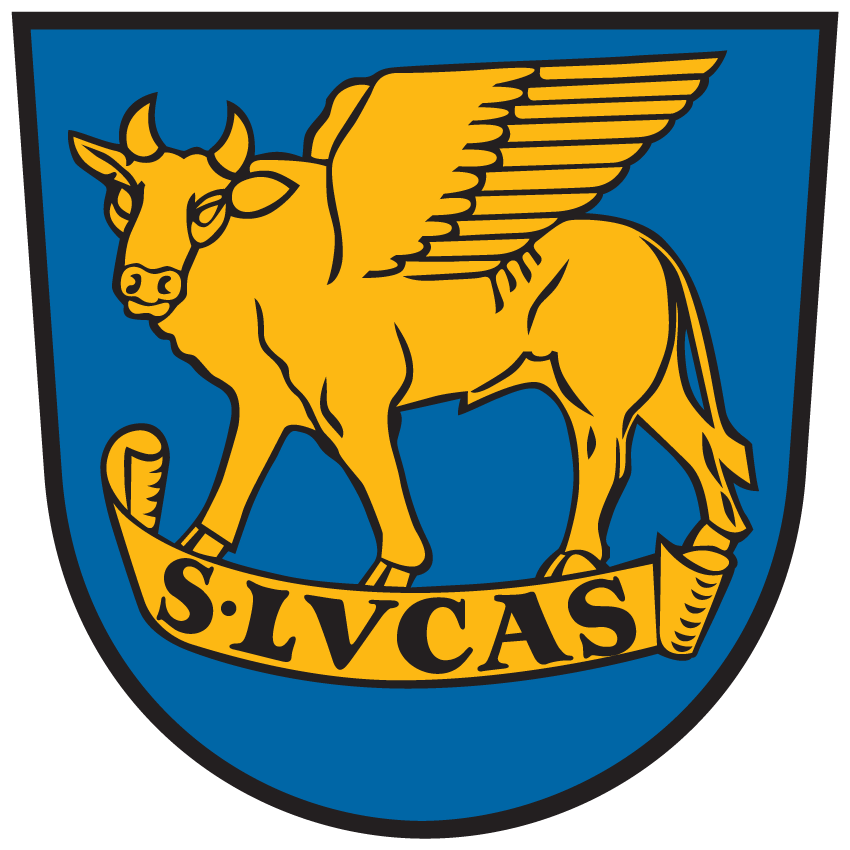
Schreitender Flügelstier im Wappen von Bleiburg mit dem Spruchband S. LVCAS
Steigender Flügelstier (französisch boeuf ailé, taureau furieux, Charleval)
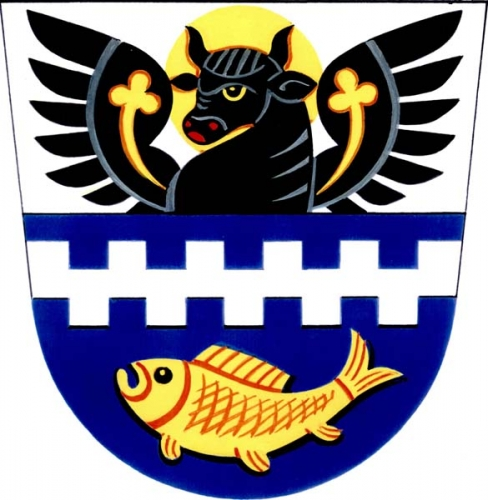
Wachsender nimbierter Flügelstier mit goldenen Kleestängeln in den Flügeln (Dolní Heřmanice)
Auf dem Lukasevangelium liegender Stier im Wappen der kroatischen Gemeinde Škabrnja